# 康拉德·格兰斯特伦
康拉德·格兰斯特伦（瑞典語：Konrad Granström，1900年10月21日—1982年1月4日），生于呂勒奧，瑞典男子体操运动员。他曾获得1920年夏季奥运会体操比赛男子团体瑞典式金牌。他于1982年在斯德哥尔摩去世。